# Victor Hugo (calciatore 2004)
Victor Hugo Gomes Silva, meglio noto come Victor Hugo (Rio de Janeiro, 11 maggio 2004), è un calciatore brasiliano, centrocampista del Flamengo.

## Carriera
Cresciuto nel settore giovanile del Flamengo, ha esordito in prima squadra il 1º maggio 2022, disputando l'incontro di Coppa del Brasile vinto 2-1 in casa dell'Altos. Tre giorni dopo ha esordito anche in Coppa Libertadores, nel pareggio per 2-2 contro gli argentini del Talleres (C). Il 2 luglio seguente ha debuttato nel Brasileirão, nella vittoria in trasferta per 2-1 contro il Santos. Ha realizzato la sua prima rete in campionato il 30 luglio, nell'incontro vinto 4-1 contro l'Atlético Goianiense.

## Statistiche

### Presenze e reti nei club
Statistiche aggiornate al 9 febbraio 2025.
| Stagione        | Squadra         | Campionato      | Campionato | Campionato | Coppe nazionali | Coppe nazionali | Coppe nazionali | Coppe continentali | Coppe continentali | Coppe continentali | Altre coppe | Altre coppe | Altre coppe | Totale | Totale |
| Stagione        | Squadra         | Comp            | Pres       | Reti       | Comp            | Pres            | Reti            | Comp               | Pres               | Reti               | Comp        | Pres        | Reti        | Pres   | Reti   |
| --------------- | --------------- | --------------- | ---------- | ---------- | --------------- | --------------- | --------------- | ------------------ | ------------------ | ------------------ | ----------- | ----------- | ----------- | ------ | ------ |
| 2022            | Flamengo        | A/RJ+A          | 0+21       | 0+2        | CB              | 8               | 1               | CL                 | 8                  | 0                  | SB          | 0           | 0           | 37     | 3      |
| 2023            | Flamengo        | A/RJ+A          | 2+30       | 0+1        | CB              | 8               | 0               | CL                 | 6                  | 2                  |             | -           | -           | 44     | 3      |
| gen.-ago. 2024  | Flamengo        | A/RJ+A          | 9+10       | 0+0        | CB              | 1               | 0               | CL                 | 2                  | 0                  |             | -           | -           | 22     | 0      |
| Totale Flamengo | Totale Flamengo | Totale Flamengo | 72         | 3          |                 | 17              | 1               |                    | 16                 | 2                  |             | 0           | 0           | 105    | 6      |
| 2024-2025       | Göztepe         | SL              | 16         | 1          | TK              | 3               | 1               |                    | -                  | -                  |             | -           | -           | 19     | 2      |
| Totale carriera | Totale carriera | Totale carriera | 88         | 4          |                 | 20              | 2               |                    | 16                 | 2                  |             | 0           | 0           | 124    | 8      |

## Palmarès

### Competizioni nazionali
- Coppa del Brasile: 1

Flamengo: 2022

### Competizioni internazionali
- Coppa Libertadores: 1

Flamengo: 2022

### Competizioni statali
- Campionato Carioca: 1

Flamengo: 2024